# Macron (segno diacritico)
Un macron (in greco: μακρός, traslitterato: makrós, letteralmente "largo" o "lungo") è il segno diacritico ¯ posto sopra una vocale, usato in genere per indicare le vocali lunghe.  Il segno opposto è il breve, rappresentato con il piccolo semicerchio ˘, usato per indicare una vocale breve. Sono distinzioni usuali nella fonetica di alcune lingue. Nell'alfabeto fonetico internazionale la vocale lunga viene rappresentata con l'utilizzo dei due punti ː dopo la vocale, mentre il macron viene invece utilizzato per indicare un tono medio.
Viene usato inoltre per indicare il primo tono nella romanizzazione del cinese mandarino standard e del cantonese. In entrambe le lingue è un tono alto e l'altezza rimane costante durante l'emissione del suono.

## Lunghezza della vocale
Le seguenti lingue o sistemi di traslitterazione usano il macron per indicare le vocali lunghe:
- Nei dizionari moderni di greco antico e di latino, talvolta il macron è usato insieme al breve, che indica le vocali brevi. È una convenzione frequente indicare tutte le vocali lunghe, ma solo quelle, lasciando sottinteso che le vocali senza macron sono normali, senza utilizzare il breve.
- Nell'hawaiiano, il macron è chiamato kahakō: indica le vocali lunghe e cambia sia il significato del vocabolo che la disposizione dell'accento tonico.
- Il sistema Hepburn di romanizzazione del giapponese prevede l'uso del macron (マクロン?, makuron) per le vocali lunghe. Esempi: kōtsū (交通? nell'IPA: koːʦuː con entrambe le vocali lunghe) significa "traffico", mentre kotsu (骨? nell'IPA: koʦu, con entrambe le vocali brevi) significa "osso" (in uso figurato anche "trucco, abilità nascosta"). La trascrizione in kana di 交通 è こうつう, i cui caratteri vengono traslitterati singolarmente con koutsuu; quest'ultimo tipo di romanizzazione è molto usato su Internet perché consente di comunicare comunque la vocale lunga senza usare il macron, non presente sulle tastiere[2].
- Nella lingua lettone il macron è chiamato garumzīme ed ha la funzione di allungare il suono delle vocali di circa tre volte rispetto alla vocali senza macron. Le vocali "ā", "ē", "ī", "ū" sono considerate lettere separate che in ordine alfabetico vengono dopo di "a", "e", "i", "u" rispettivamente.
- Nel lituano la vocale con il macron "Ū" è considerata una lettera separata ma con la stessa posizione della "u" non accentata nella classificazione alfabetica. Indica una vocale lunga, mentre le altre vocali lunghe, tranne la "o", che lo è sempre, vengono indicate da una codetta (segno diacritico indicante in origine la nasalizzazione, che attualmente non esiste più): "ą", "ę", "į", "ų". Possono fare eccezione alcuni vocaboli di origine straniera di acquisizione recente. Per la variante lunga di "i" è usata la lettera "y".
- Nel Māori, le prime trascrizioni non facevano distinzioni sulla lunghezza delle vocali. Alcuni linguisti neozelandesi, come il professor Bruce Biggs,[3] proposero di indicare con una doppia vocale il suono di una vocale lunga (ad esempio Maaori). La Commissione per la lingua Māori (Te Taura Whiri o te Reo Māori) ha invece scelto per indicare le vocali lunghe l'utilizzo del macron, largamente diffuso nella scrittura attuale. Se il macron non è disponibile nelle tastiere viene usata la dieresi al suo posto (ad esempio: "Mäori" invece di "Māori"). Le parole māori per macron sono pōtae, "cappello", o tohutō[4].
- In tongano il macron viene chiamato toloi ed il suo uso è simile a quello del māori, inclusa la sostituzione con la dieresi.
- Il macron viene usato nelle trascrizioni moderne dell'antico inglese.
- Nella romanizzazione del sanscrito, il macron viene usato per le vocali che hanno una lunghezza doppia delle vocali normali. Nel sanscrito classico venivano usate anche vocali con lunghezza tripla, cadute ormai in disuso, che venivano rappresentate con l'utilizzo dell'apice 3 sul fianco destro della vocale.[5]
- Nelle prime trascrizioni del nahuatl, lingua azteca parlata in Messico che non aveva un proprio alfabeto, non veniva fatta distinzione tra la vocali lunghe e quelle corte. Un secolo dopo, nel 1645, Horacio Carochi stabilì che il macron fosse usato per le vocali lunghe ā, ē, ī e ō, mentre le vocali brevi venivano indicate con un accento (`). Oggigiorno il macron è raramente usato e si preferisce trascrivere il Nahuatl senza nessun segno ortografico e con l'inclusione delle lettere /k/, /s/ e /w/, che non erano presenti nell'alfabeto originale. Alcuni progetti hanno preferito comunque mantenere il sistema di scrittura con il macron.

## Tono
Le seguenti lingue o alfabeti usano il macron per indicare i toni:
- Nell'alfabeto fonetico internazionale, un macron su una vocale indica un tono medio.
- Nel pinyin, il macron è usato sulle vocali a, e, i, o, u, ü (ā, ē, ī, ō, ū, ǖ) per indicare il tono alto del mandarino standard.
- Anche nella romanizzazione Yale del cantonese, il macron sulle vocali indica il tono alto.

## Altri usi

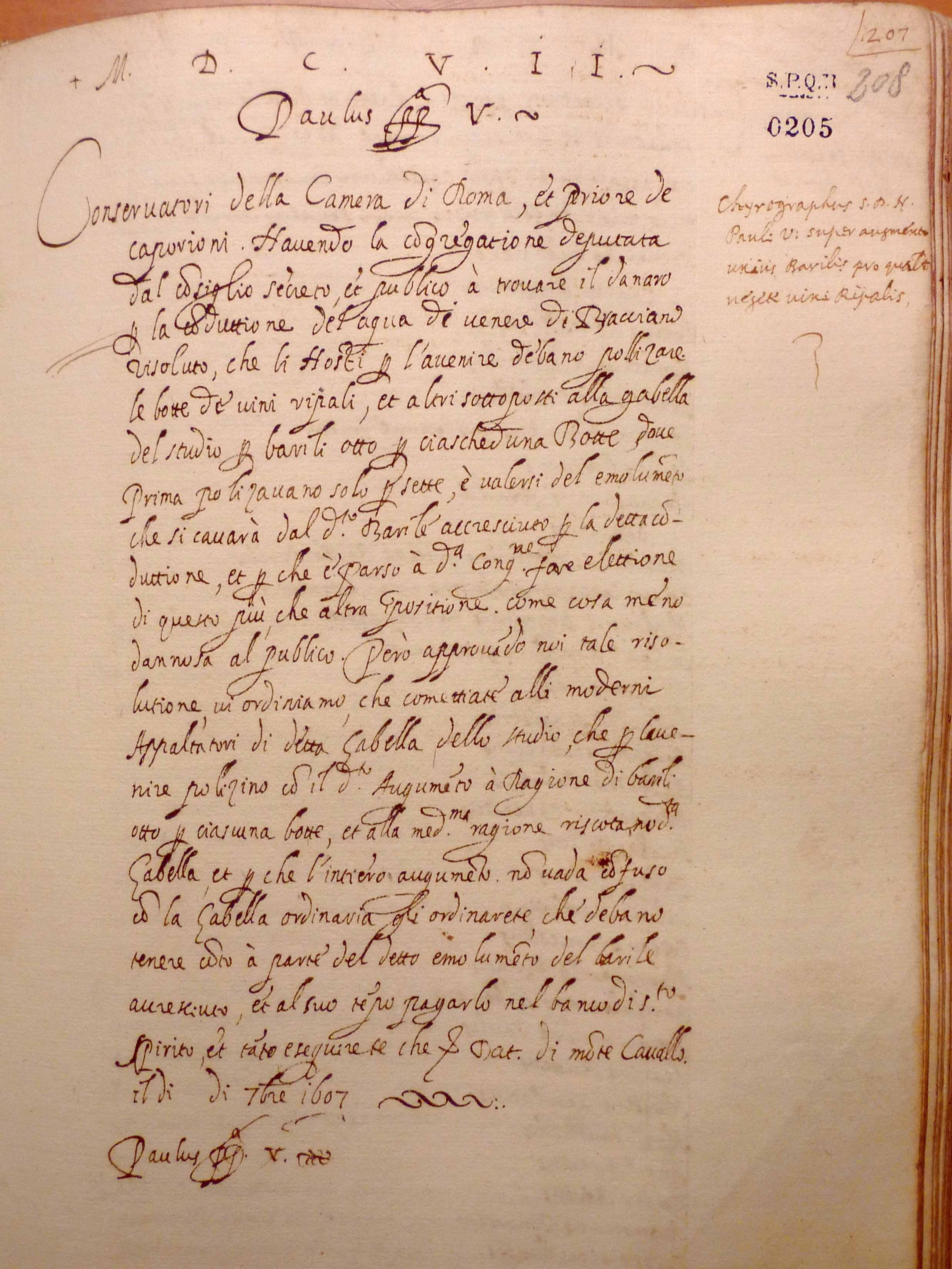
Chirografo di papa Paolo V in volgare italiano, del 1607, che usa il macron ō per indicare la lettera n o m.

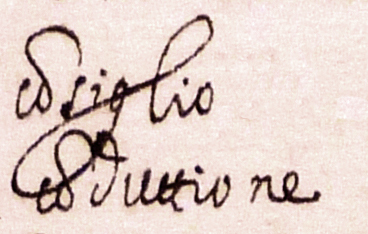
Ingrandimento del chirografo di papa Paolo V: il macron ō nelle parole cōsiglio (consiglio) e cōduttione (conduzione)

- Nei fumetti francesi, i cui dialoghi sono scritti in maiuscolo corsivo, il macron sostituisce il segno circonflesso.
- In alcune scritture a mano tedesche, il macron è usato per distinguere la u dalla n.
- Nelle antiche scritture manuali, ad esempio nel tedesco schrift, il macron su una m o su una n indica che la lettera è doppia. Questo uso è stato adottato anche nell'inglese nel XVI secolo. Su una u in fine di parola il macron indica um come forma di abbreviazione scribale.
- Nella scrittura manuale del cirillico, una Т minuscola assomiglia alla m minuscola e il macron viene usato per distinguerle. Per lo stesso motivo è usato per distinguere la Ш dalla w minuscola. Alcuni sottolineano la lettera ш per ridurre ambiguità.
- Nella musica, il tenuto assomiglia molto al macron.
- in antiche forme linguistiche protoitaliche derivative della lingua latina il macron posto sulla vocale finale indicava un avverbio di modo. Esempi: strettē = strettamente; liberā = liberamente.

## Usi non-diacritici
- Nelle prescrizioni mediche e in altre comunicazioni scritte a mano, un macron su una c può significare con, come abbreviazione del vocabolo latino cum; similmente un macron su una s può indicare senza, abbreviazione di sine.
- In matematica, e specialmente in statistica, il macron viene anche usato per indicare una media (e.g {\displaystyle {\bar {x}}} è il valore medio di {\displaystyle x_{i}}).